# Langhout (natuurgebied)
Het Langhout is een natuurgebied ten zuidwesten van Maasbree in de Nederlandse provincie Limburg. Het bos ligt ten westen van buurtschap Lange Hout.
Dit gebied van 16 ha is eigendom van Het Limburgs Landschap.
Het is een vochtig elzenbroekbos en populierenplantage, omringd door drogere delen, welke graslanden en eiken-berkenbos omvatten. Vanouds bestond het gebied vrijwel geheel uit hooiland. In de loop van de 19e eeuw ontstond ook elzenbroekbos, waarin tot omstreeks 1950 hakhout werd geoogst. Zo ontstonden elzenstobben. Na 1950 werden populieren aangeplant. Vanaf 1974 werd het gebied geleidelijk aangekocht door Het Limburgs Landschap.
In de elzenstobben broeden matkop en gekraagde roodstaart. Planten als elzenzegge en slangenwortel zijn er te vinden. In de drogere delen komt bosandoorn voor. In de poelen vindt men moerashertshooi en kleine egelskop. De hazelworm wordt gevonden in het open bos.